# Thor (crustacé)
Pour les articles homonymes, voir Thor (homonymie).
Genre
Le genre Thor, qui appartient à la famille des Hippolytidae, regroupe différentes espèces de crevettes.

## Liste des espèces
| Selon World Register of Marine Species (13 janvier 2014) : ... - Thor algicola Wicksten, 1987 - Thor amboinensis (de Man, 1888) - Thor cocoensis Wicksten & Vargas, 2001 - Thor cordelli Wicksten, 1996 - Thor dobkini Chace, 1972 - Thor floridanus Kingsley, 1878 - Thor intermedius Holthuis, 1947 - Thor manningi Chace, 1972 - Thor marguitae Bruce, 1978 - Thor paschalis (Heller, 1862) - Thor spinipes Bruce, 1983 - Thor spinosus Boone, 1935 | Selon ITIS (13 janvier 2014) : - Thor amboinensis De Man, 1888 - Thor dobkini Chace, 1972 - Thor floridanus Kingsley, 1878 - Thor manningi Chace, 1972 - Thor paschalis C. Heller, 1862 - Thor spinosus Boone, 1935 |